# Уваров, Юрий Петрович
Ю́рий Петро́вич Ува́ров (1928—2003) — советский и российский литературовед, специалист по французской литературе второй половины XX века, переводчик. Доктор филологических наук (1986), профессор. Профессор Российского университета дружбы народов, преподаватель курсов иностранного языка при МИД России.

## Биография
Отец, капитан Петр Алексеевич Уваров, погиб на фронте. Мать — врач-гинеколог Екатерина Григорьевна Уварова.
В 1945 году поступил в МГУ. В 1956 году защитил диссертацию на соискание учёной степени кандидата филологических наук по теме «Проблема народа в социальных романах Жорж Санд 30-40-х годов XIX века».
В 1986 году защитил диссертацию на соискание учёной степени доктора филологических наук по теме «Французский реалистический роман 60-х-80-х гг. XX века (идейно-тематические и жанровые тенденции)» (специальность 10.01.05 — «Литература стран Западной Европы, Америки и Австралии»).
В Российском новом университете был одним из создателей факультета иностранных языков и межкультурной коммуникации.
Сын — член-корреспондент РАН Павел Юрьевич Уваров.

## Научная деятельность
Составитель и автор предисловий многих выходивших в различных издательствах в 1960—1990-х гг. сборников произведений французских писателей разных жанров, таких как психологическая повесть, семейный роман, комедия, детектив.
Автор Краткой литературной энциклопедии («Гют»). Исследователь творчества Р. Мерля, Ф. Саган, Ж. Санд.
Соавтор монографии «Жанровое разнообразие современной прозы Запада».

## Научные труды
- Современный французский роман (60-80-е годы): учебное пособие для студентов институтов и факультетов иностранных языков. — М.: Высшая школа, 1985. — 96 с.

## Отзывы
«Человек-легенда, блестящий переводчик и преподаватель французского языка, страноведения и перевода, в разное время преподававший на филологическом факультете МГУ, факультете иностранных языков РУДН и до последнего своего дня работавший на факультете иностранных языков и межкультурной коммуникации Российского нового университета», — представляли его в журнале «Библиотечное дело».